# Andreas Gruber (football)
Pour les articles homonymes, voir Andreas Gruber.
Andreas Gruber, né le 29 juin 1995, est un footballeur autrichien qui joue comme ailier pour l'Austria Vienne.

## Biographie

### En club
Après avoir effectué sa formation au SK Sturm Graz, il est promu en senior pour jouer des matchs avec l'équipe réserve dès la saison 2012-2013. Il effectue son premier match en troisième division autrichienne le 10 août 2012 où il entre en deuxième période, alors âgé de 17 ans. Étant généralement utilisé comme remplaçant lors de cette saison, il n'aura pas réussi à trouver le chemin des filets pour sa première année en senior.
Lors de la saison 2013-2014, Gruber réussit à marquer 11 buts dans ce même championnat. Il marqua son premier but le 2 août 2013 pour le compte de la première journée de championnat, lors d'une victoire 3-1 contre le SC Kalsdorf.
Après avoir fait ses preuves avec l'équipe réserve, Gruber fait ses débuts en championnat avec l'équipe première, le 17 août 2014 lors d'un match nul 1-1 à domicile contre l'Austria Vienne en remplaçant Daniel Beichler à la 81e minute.
Il marque son premier but en Bundesliga le 11 avril 2015, avec un doublé et une victoire 5-0 à la clé contre le SC Rheindorf Altach.
Après une saison 2016-2017 où il ne participe qu'à cinq matchs, il signe gratuitement lors du mercato estival au SV Mattersburg.
L'été 2020, alors que le SV Mattersburg fait faillite et dépose le bilan, les joueurs sont donc autorisés à quitter le club gratuitement, il signe alors libre au LASK pour un contrat de 3 ans.

### En sélection
Gruber est passée par les équipes de jeunes de la sélection autrichienne, respectivement dans les catégories des moins de 20 ans et en espoirs.

## Statistiques en carrière
| Saison                    | Club                      | Championnat               | Championnat | Championnat | Championnat | Coupe(s) nationale(s) | Coupe(s) nationale(s) | Coupe(s) nationale(s) | Compétition(s) continentale(s) | Compétition(s) continentale(s) | Compétition(s) continentale(s) | Compétition(s) continentale(s) | Total | Total | Total |
| Saison                    | Club                      | Division                  | M.          | B.          | P.d.        | M.                    | B.                    | P.d.                  | Comp.                          | M.                             | B.                             | P.d.                           | M.    | B.    | P.d.  |
| 2012-2013                 | Sturm Graz II             | D3                        | 15          | 0           | 0           | -                     | -                     | -                     | -                              | -                              | -                              | -                              | 15    | 0     | 0     |
| 2013-2014                 | Sturm Graz II             | D3                        | 24          | 11          | 2           | -                     | -                     | -                     | -                              | -                              | -                              | -                              | 24    | 11    | 2     |
| 2014-2015                 | Sturm Graz II             | D3                        | 12          | 6           | 1           | -                     | -                     | -                     | -                              | -                              | -                              | -                              | 12    | 6     | 1     |
| 2015-2016                 | Sturm Graz II             | D3                        | 7           | 2           | 2           | -                     | -                     | -                     | -                              | -                              | -                              | -                              | 7     | 2     | 2     |
| Sous-total Sturm Graz II  | Sous-total Sturm Graz II  | Sous-total Sturm Graz II  | 58          | 19          | 5           | -                     | -                     | -                     | -                              | -                              | -                              | -                              | 58    | 19    | 5     |
| 2014-2015                 | Sturm Graz                | Bundesliga                | 24          | 2           | 2           | 3                     | 0                     | 0                     | -                              | -                              | -                              | -                              | 27    | 2     | 2     |
| 2015-2016                 | Sturm Graz                | Bundesliga                | 29          | 3           | 2           | 3                     | 1                     | 0                     | C3                             | 1                              | 0                              | 0                              | 33    | 4     | 2     |
| 2016-2017                 | Sturm Graz                | Bundesliga                | 5           | 0           | 0           | 0                     | 0                     | 0                     | -                              | -                              | -                              | -                              | 5     | 0     | 0     |
| Sous-total Sturm Graz     | Sous-total Sturm Graz     | Sous-total Sturm Graz     | 58          | 5           | 4           | 6                     | 1                     | 0                     | -                              | 1                              | 0                              | 0                              | 65    | 6     | 4     |
| 2017-2018                 | SV Mattersburg            | Bundesliga                | 27          | 4           | 4           | 3                     | 0                     | 0                     | -                              | -                              | -                              | -                              | 30    | 4     | 4     |
| 2018-2019                 | SV Mattersburg            | Bundesliga                | 22          | 4           | 4           | 3                     | 0                     | 2                     | -                              | -                              | -                              | -                              | 25    | 4     | 6     |
| 2019-2020                 | SV Mattersburg            | Bundesliga                | 20          | 12          | 1           | 2                     | 0                     | 2                     | -                              | -                              | -                              | -                              | 22    | 12    | 3     |
| Sous-total SV Mattersburg | Sous-total SV Mattersburg | Sous-total SV Mattersburg | 69          | 20          | 9           | 8                     | 0                     | 4                     | -                              | -                              | -                              | -                              | 77    | 20    | 13    |
| 2020-2021                 | Linz ASK                  | Bundesliga                | 17          | 5           | 2           | 4                     | 2                     | 1                     | C3                             | 8                              | 3                              | 2                              | 29    | 10    | 5     |
| 2021-2022                 | Linz ASK                  | Bundesliga                | 12          | 0           | 0           | 3                     | 0                     | 0                     | C4                             | 5                              | 2                              | 2                              | 20    | 2     | 2     |
| Sous-total Linz ASK       | Sous-total Linz ASK       | Sous-total Linz ASK       | 29          | 5           | 2           | 7                     | 2                     | 1                     | -                              | 13                             | 5                              | 4                              | 49    | 12    | 7     |
| 2022-2023                 | Austria Vienne            | Bundesliga                | 24          | 8           | 5           | 5                     | 3                     | 4                     | C3+C4                          | 1+3                            | 0+0                            | 0+0                            | 33    | 11    | 9     |
| 2023-2024                 | Austria Vienne            | Bundesliga                | 31          | 11          | 4           | 6                     | 1                     | 2                     | C4                             | 4                              | 3                              | 1                              | 41    | 15    | 7     |
| 2024-2025                 | Austria Vienne            | Bundesliga                | 22          | 5           | 2           | 4                     | 1                     | 0                     | C4                             | 2                              | 1                              | 1                              | 28    | 7     | 3     |
| Sous-total Austria Vienne | Sous-total Austria Vienne | Sous-total Austria Vienne | 77          | 24          | 11          | 15                    | 5                     | 6                     | -                              | 10                             | 4                              | 2                              | 102   | 33    | 19    |
| Total sur la carrière     | Total sur la carrière     | Total sur la carrière     | 291         | 73          | 31          | 36                    | 8                     | 11                    | -                              | 24                             | 9                              | 6                              | 351   | 90    | 48    |